# Juan Pedro Velázquez-Gaztelu
Juan Pedro Velázquez-Gaztelu y de la Peña (Sanlúcar de Barrameda, 1710-Jerez de la Frontera, 1791) fue un marino, regidor municipal e historiador ilustrado español, autor de una importante obra historiográfica sobre su ciudad natal. Estuvo al servicio de la  casa de Medina Sidonia y el  30 de mayo de 1771 le fue concedido el marquesado de Campoameno. Ejerció los cargos de regidor perpetuo y síndico procurador mayor en su ciudad natal.
Hijo de Juan Alonso Velázquez-Gaztelu y de su esposa Juana de la Peña, se casó el 7 de octubre de 1748 en Sanlúcar de Barrameda con su sobrina María García de Poedo Novas.  Fueron los padres de  Rafael Velázquez-Gaztelu García de Poedo, II marqués de Campoameno Sanlúcar de Barrameda, 15 de noviembre de 1749-Sevilla, 29 de septiembre de 1800), casado el 20 de diciembre de 1775 en Jerez de la Frontera con María Magdalena López de Padilla Suárez de Toledo hija de Lorenzo López de Padilla Morla y Margarita Suárez de Toledo Morla.

## Obra historiográfica
- Descripción de la planta, altura de polo, temple, población, y otras particularidades de la ciudad de San Lúcar de Barrameda, hecha por Juan Pedro Velázquez, natural de ella, y su regidor. (1752)
- Fundaciones de todas las iglesias, conventos y ermitas de la Muy Noble y Muy Leal Ciudad de Sanlúcar de Barrameda. (1758)[1]
- Relación historial del principio, origen y progresos de la muy humilda Hermandad de la Santa Caridad, sita en el Hospital de Desamparados de esta ciudad (Sanlúcar de Barrameda). (1759)
- Historia Antigua de la Muy Noble y Muy Leal Ciudad de Sanlúcar de Barrameda escrita por don Juan Pedro Velázquez Gaztelu, regidor perpetuo de la misma ciudad, y su diputado archivista.[1] (1760)  
  - Volumen n.º 1: Historia antigua: tiempos fabulosos adaptables a la verdad de la historia.
  - Volumen n.º 2: De la Reconquista al reinado de don Fernando VI (1294-1760).
- Catálogo de todas las personas ilustres y notables de esta ciudad de Sanlúcar de Barrameda: desde la mayor antigüedad que se ha podido encontrar en lo escrito, hasta este año de 1760 dispuesto y trabajado por Juan Pedro Velázquez Gastelu.[1]
- Estado marítimo de Sanlúcar de Barrameda.[1] 1774.